# Jean de la Vallée

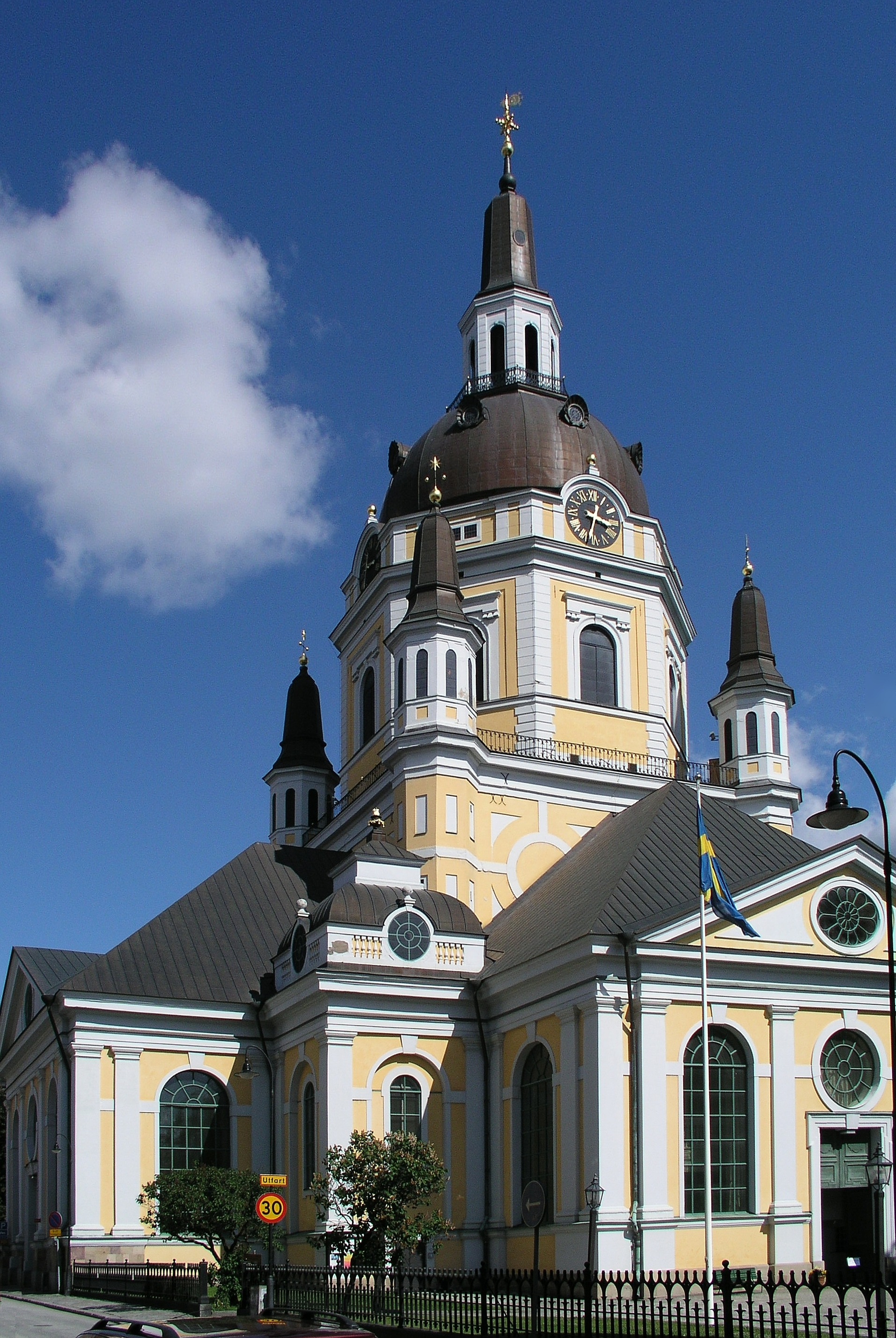
Chiesa di Caterina, Stoccolma

Jean de la Vallée (Parigi, 1620 – Stoccolma, 12 marzo 1696) è stato un architetto francese.

## Biografia
Figlio di Simon de la Vallée, tra il 1646 ed il 1649 studiò in Francia, in Italia e Paesi Bassi, per poi trasferirsi in Svezia, dove realizzò le sue opere principali, favorendo l'affermazione dell'architettura barocca in Scandinavia.
A Stoccolma eresse il Palazzo Axel Oxenstiernas (posteriore al 1650) su modello dei palazzi romani, mentre nel 1656 costruì la Chiesa di Caterina, a pianta centrale.
Nel suo Palazzo Bonde invece introdusse una cour d'honneur e un'articolazione delle superfici derivata dallo stile di Salomon de Brosse.